# Cheneché
Cheneché ist eine Ortschaft und eine ehemalige französische Gemeinde mit 386 Einwohnern (Stand: 1. Januar 2022) im Département Vienne in der Region Nouvelle-Aquitaine. Sie gehörte zum Arrondissement Poitiers und zum Kanton Neuville-de-Poitou. Die Einwohner des Ortes werden Chénipiacéens genannt.
Mit Wirkung vom 1. Januar 2017 wurden die früheren Gemeinden Vendeuvre-du-Poitou, Charrais, Cheneché und Blaslay zur Commune nouvelle Saint Martin la Pallu zusammengeschlossen und haben dort den Status einer Commune déléguée. Der Verwaltungssitz befindet sich im Ort Vendeuvre-du-Poitou.

## Bevölkerungsentwicklung
- 1962: 110
- 1968: 162
- 1975: 152
- 1982: 240
- 1990: 282
- 1999: 285
- 2006: 300